# Robert Newbery
Robert Frederick Newbery (Adelaide, 2 gennaio 1979) è un tuffatore australiano.
Ha sposato la compagna di nazionale Chantelle Michell.

## Biografia
Ha partecipato a tre edizioni dei Giochi Olimpici, conquistando tre medaglie di bronzo nelle edizioni 2000 e 2004, in competizioni da piattaforma e trampolino sincronizzato con il compagno di squadra Mathew Helm. Con lui ha anche raggiunto il 4º posto nella piattaforma 10 metri durante la sua ultima partecipazione alle Olimpiadi nel 2008. Questa edizione l'ha anche visto gareggiare insieme a Scott Robertson nel trampolino 3 m sincronizzato dove hanno conquistando solo un 8º posto, ed infine nella competizione singolare dal trampolino dove è arrivato al 9º piazzamento complessivo. Si è successivamente ritirato dalle competizioni.

## Palmarès
- Olimpiadi

Sydney 2000: bronzo nel sincro 3 m.
Atene 2004: bronzo nel sincro 3 m e nel sincro 10 m.
- Mondiali

Barcellona 2003: oro nel sincro 10 m.
- Coppa del Mondo di tuffi

Siviglia 2002: argento nel trampolino 3 m sincro; bronzo nella piattaforma 10 m sincro
Atene 2004: argento nel trampolino 3 m sincro
- Giochi del Commonwealth

Kuala Lumpur 1998: argento nella piattaforma 10 m e bronzo nel trampolino 1 m.
Manchester 2002: bronzo nel trampolino 3 m.
Melbourne 2006: oro nel sincro 10 m, argento nel trampolino 3 m e bronzo nel sincro 3 m.